# Arteria labialis inferior

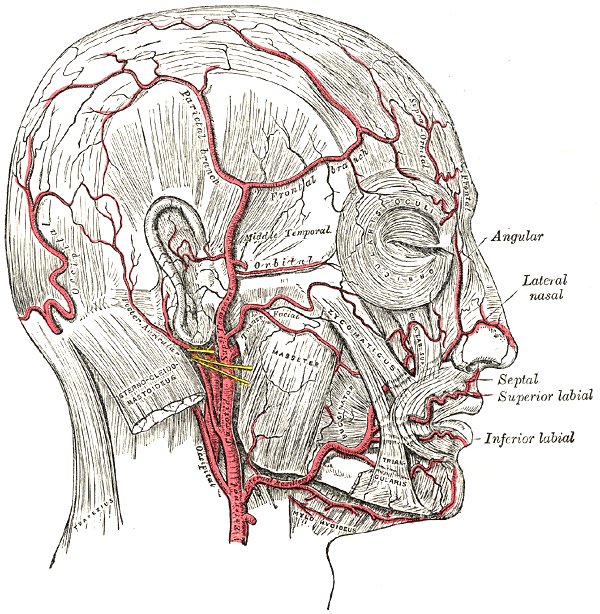
Gesichtsarterien des Menschen

Die Arteria labialis inferior („Unterlippenarterie“) ist eine Schlagader des Kopfes zur Versorgung der Unterlippe.
Die Arteria labialis inferior entspringt im Bereich des Mundwinkels aus der Gesichtsarterie, zieht unterhalb des Musculus depressor anguli oris nach vorn. Sie tritt durch den Musculus orbicularis oris hindurch und verläuft geschlängelt entlang der Unterlippe. Dort versorgt sie die Haut und Schleimhaut der Lippe, die Lippendrüsen und den Musculus orbicularis oris.